# Bahnhof Soltau (Han) Süd

Der Bahnhof Soltau (Han) Süd ist ein Güterbahnhof und ehemaliger Kleinbahnhof in der niedersächsischen Stadt Soltau.
Als Kreuzungsbahnhof an den beiden Bahnstrecken Lüneburg – Soltau und Celle – Soltau hat er heute noch Bedeutung im Güterverkehrsnetz der Osthannoverschen Eisenbahnen (OHE).
Der Bahnhof wurde 1961 für den Personenverkehr geschlossen. Zuvor verkehrten von dort die OHE-Züge nach Lüneburg, Celle und Neuenkirchen. Fahrgäste, die von den OHE-Zügen zu den Zügen der Deutschen Bundesbahn (DB) umsteigen wollten, mussten zwischen beiden Bahnhöfen mehrere hundert Meter zu Fuß zurücklegen. Die Verbindungen nach Lüneburg und Celle wurden ab 1961 in den benachbarten DB-Bahnhof Soltau (Han) verlegt, der Personenverkehr nach Neuenkirchen eingestellt.

## Beschreibung des früheren Kleinbahnhofs
Der Kleinbahnhof für den Personenverkehr war ein Kopfbahnhof mit zwei Bahnsteigen. An einem Mittelbahnsteig direkt vor dem Empfangsgebäude wurden die Strecken nach Celle und Lüneburg bedient, ein wenig „um die Ecke“ lag ein weiterer Bahnsteig mit Zugang zur Strecke nach Neuenkirchen. Weitere Gebäude auf dem Kleinbahnhof waren unter anderem ein Güter- und ein Lagerschuppen sowie ein Unterstand für eine Draisine.

## Geschichte

### Bau und Eröffnung der Kleinbahnstrecken

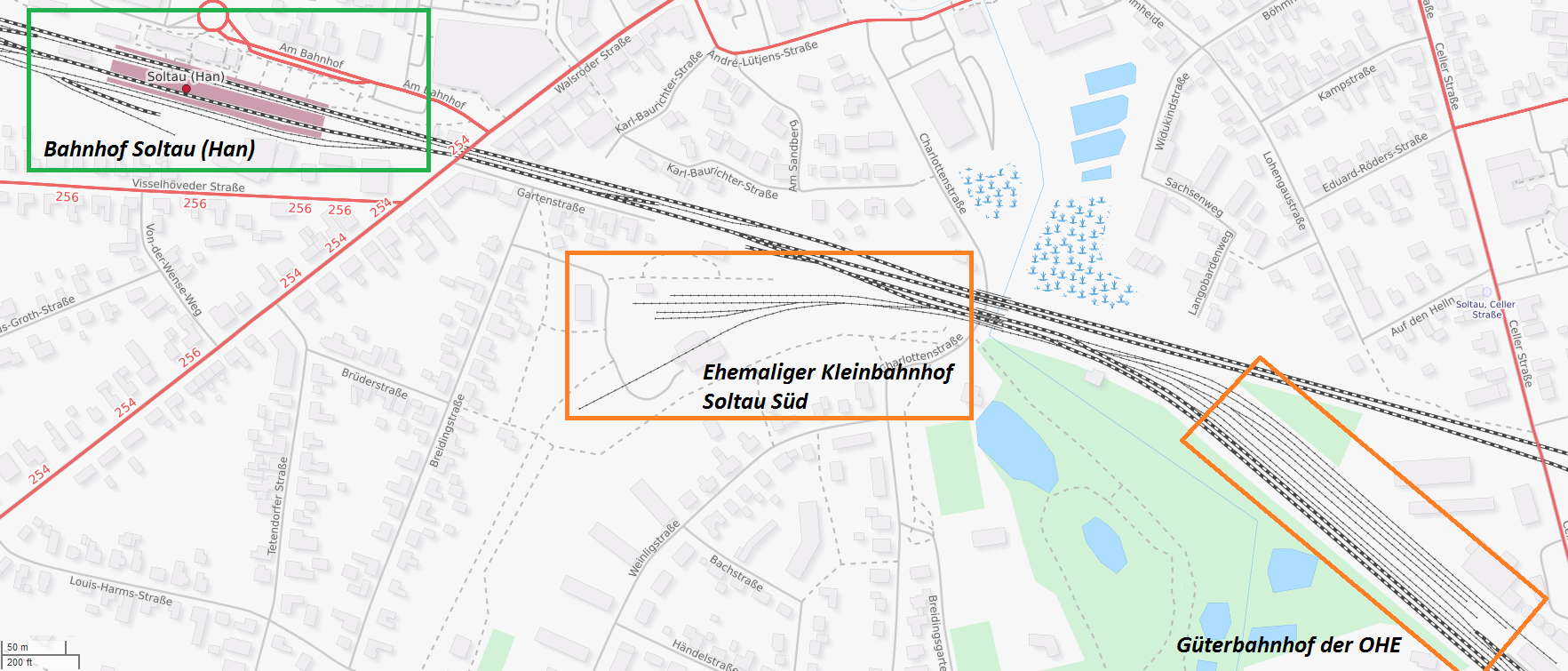
Lageplan der Bahnhöfe Soltau (Han) und Soltau (Han) Süd (Klein- bzw. Güterbahnhof)

Bereits 1894 gab es erste Überlegungen zum Bau von Kleinbahnen zwischen Soltau und Celle beziehungsweise Lüneburg. Am 26. November 1903 stimmte das Ministerium für öffentliche Arbeiten in Berlin der Verlängerung der Strecke Celle–Bergen bis nach Soltau zu. 1905 regte der Landrat des Kreises Soltau einen Umweg an, um Wietzendorf an die Eisenbahn anzuschließen. Am 25. Juli 1908 wurde schließlich die GmbH Kleinbahn Celle-Soltau, Celle-Munster mit einem Stammkapital von 3,3 Millionen Mark gegründet. Nach einem längeren Genehmigungsprozess begannen am 16. März 1909 die Bauarbeiten der Bahnstrecke Celle–Soltau. Die Kleinbahn erhielt einen eigenen Kleinbahnhof Soltau Süd südöstlich des Staatsbahnhofes Soltau (Han). Die Eröffnungsfeier am 22. April 1910 fand nach der Jungfernfahrt in Soltau statt.
Ab Dezember 1905 wurde in Soltau offiziell eine Eisenbahnverbindung zwischen der Böhmestadt und Lüneburg geplant. Da die Betreiber der Kleinbahn Winsen – Evendorf, die kurz vor der Fertigstellung der Strecke Winsen – Evendorf standen, gegen die Konkurrenzlinie protestierten, zog sich die Diskussion hin und die Realisierung wurde im Januar 1907 vorläufig zurückgestellt. Die Anhänger der Nebenbahn zwischen Lüneburg und Soltau gaben nicht auf und übergaben dem Kaiser persönlich eine entsprechende Bittschrift. Erst Anfang 1911 wurde schließlich die Kleinbahn Lüneburg–Soltau gegründet. Am 11. Juni 1913 wurde die Bahnstrecke Lüneburg–Soltau mit einem Sonderzug von Soltau aus eröffnet. In Hützel bestand Anbindung an die Strecke Winsen – Hützel nach Winsen (Luhe). Eine ursprünglich angedachte Direktverbindung von Soltau nach Winsen wurde nicht umgesetzt.
Neuenkirchen blieb bei den Eisenbahnplanungen in der Region lange Zeit unberücksichtigt. Die Bürger Neuenkirchens wünschten sich schon lange eine Eisenbahnverbindung nach Soltau und 1913 sagte der zuständige Minister eine Beteiligung an der Gründung der Kleinbahn Soltau–Neuenkirchen zu. Kurz vor dem Ersten Weltkrieg wurden die Planungen eingeleitet und nach dem Krieg zu Ende geführt. Am 15. Mai 1920 wurde der Betrieb auf der Strecke Soltau – Neuenkirchen, eine zwölf Kilometer lange Stichbahn, offiziell aufgenommen. Die Betriebsführung übernahm die Kleinbahn Lüneburg–Soltau, sie stellte die Lokomotiven und das Personal. Wegen der geringen Zahl der Mitfahrer wurde der Personenverkehr bereits 1928 vorübergehend wieder eingestellt.
1922 einigten sich die drei Kleinbahnen auf die gemeinsame Nutzung des Kleinbahnhofs Soltau, dessen Name sich später mehrfach änderte. Bezeichnungen waren Soltau (Han) Klbhf. (ab Februar 1941), Soltau Süd (ab Mai 1941), Soltau (Han) Süd (ab Oktober 1942) und Soltau Süd Klbf. (ab Mai 1943). Seit 1941 beinhaltete der Name stets den Zusatz Süd. Der Bahnhof Soltau Süd hatte eine direkte Gleisanbindung an den Bahnhof Soltau (Han) und auf den damaligen Fahrplänen wurde auf die Umsteigemöglichkeiten am Staatsbahnhof hingewiesen.
1944 wurden die drei Kleinbahnstrecken gemeinsam mit anderen Kleinbahnen der Region zu den Osthannoverschen Eisenbahnen (OHE) zusammengeschlossen.

### Zweiter Weltkrieg und anschließende Einstellung des Personenverkehrs
Am 22. Februar 1945 erfolgten schwere Bombenangriffe auf den Bahnhof. Am 11. April 1945 wurde der Bahnhof erneut bombardiert, der Zugverkehr daraufhin zeitweise unterbrochen. Erst nach Kriegsende ab August 1945 rollten wieder Züge, ab 1947 wurde wieder Personenverkehr auf der Strecke nach Neuenkirchen angeboten. Das zerstörte Stellwerk am Bahnhof Soltau Süd wurde 1946 durch ein Einheitsstellwerk der Firma VES aus Berlin ersetzt. 1947 wurde der Bahnhof erneut in Soltau (Han) Süd umbenannt. 1949 wurde der Bahnhof um eine Schrankenanlage an der Celler Straße erweitert.
Ab dem 28. Mai 1961 hielten die Personenzüge aus Lüneburg und Celle direkt im Bahnhof Soltau (Han), um das Umsteigen zu erleichtern. Der Bahnhof Soltau (Han) Süd wurde für den Personenverkehr geschlossen. Weil das Umleiten des Zuges aus Neuenkirchen zu kompliziert gewesen wäre – ein Fahrtrichtungswechsel (ein sogenanntes Kopfmachen) wäre notwendig gewesen – wurde der Personenverkehr auf dieser Strecke zum 28. Mai 1961 endgültig eingestellt.
1965 begann der Bau eines Dr-Stellwerk, welches am 14. August 1966 unter der Bezeichnung Ssf in Betrieb ging. 1968 wurde die Böhme-Brücke am Bahnhof erneuert. Zum 30. April 1970 ging die Fernsteuerstrecke Celle–Soltau vollständig in Betrieb, 1973 folgte die Strecke Soltau–Hützel (SEL-Technik).
Am 30. Mai 1975 wurde der Personenverkehr zwischen Bergen und Celle komplett eingestellt, ab dem 21. Mai 1977 fuhren keine Personenzüge mehr auf der Strecke Lüneburg – Soltau. Seitdem verkehren fast ausschließlich Güterzüge auf den beiden Strecken, die im Güterbahnhof Soltau Süd halten. Gelegentlich werden auf den OHE-Strecken nach Lüneburg und Celle bis heute einzelne Museumsbahnfahrten, z. B. mit dem Heide-Express der Arbeitsgemeinschaft Verkehrsfreunde Lüneburg e. V. angeboten. Zudem fährt der „Ameisenbär“, ein 1937 erbauter historischer Triebwagen der Bauart Hannover im Sommer von Soltau über Bispingen nach Döhle. Der Einstieg erfolgt bei diesen Fahrten am Bahnhof Soltau (Han).

### Güterverkehr am Bahnhof Soltau (Han) Süd
Am 1. Mai 1977 wurde die Bahnmeisterei am Soltauer Bahnhof aufgelöst. 1984 erfolgte der Bau eines Oberbaustofflagers mit Portalkran.
1986 wurde der Güterverkehr auf der Strecke Soltau – Neuenkirchen eingestellt. 1996 wurde die Strecke stillgelegt und später teilweise abgebaut.
Auf den OHE-Strecken nach Lüneburg und Celle werden heute überwiegend landwirtschaftliche Produkte und Holz transportiert. Wichtige Verlader waren in der Vergangenheit unter anderem die Lüneburger Saline oder Mischwerke für Straßenbaustoffe in Drögennindorf und Hambostel. Direkt am Güterbahnhof Soltau Süd an der heutigen Ladestraße befand sich eine Kartoffelflockenfabrik. Das Volldüngerwerk in Embsen verlud in den 1980ern bis zu einer Million Tonnen jährlich, dies machte rund 30 Prozent des gesamten OHE-Aufkommens aus. Bis zur Schließung des Werkes 1989 fuhren drei Güterzüge täglich. 2006 fuhren auf beiden Strecken nur noch etwa drei Güterzüge wöchentlich. Der Durchgangsverkehr ist deutlich zurückgegangen.
2000 wurde die Fernsteuertechnik zwischen Soltau und Hützel außer Betrieb genommen, das Stellwerk Soltau aufgegeben. Die Bedienung erfolgt seitdem von Celle Nord aus.